# 京都市立下鴨小学校
京都市立下鴨小学校（きょうとしりつ しもがもしょうがっこう）は、京都市左京区にある公立小学校。

## 沿革
- 1873年（明治6年）4月5日　京都府愛宕郡下鴨村に愛宕郡第三区下鴨校として創立。

当時は下鴨神社公文所に置かれていた。
- 1877年（明治10年）愛宕郡第二区下鴨校に改称。
- 1890年（明治23年）愛宕郡高等小学校設置。
- 1918年（大正7年）4月1日　下鴨村京都市上京区に編入のため､京都市下鴨尋常高等小学校と改称。
- 1921年（大正10年）糺の森にて林間学校開設。
- 1930年（昭和5年）第二下鴨小学校開校（現･葵小学校）。
- 1936年（昭和11年）現在地に新校舎竣工。総工費32万863円7銭(土地買収費含む)。
- 1937年（昭和12年）6月21日　現在地に移転。
- 1941年（昭和16年）下鴨国民学校に改称。
- 1944年（昭和19年）学校給食開始。
- 1945年（昭和20年）学童集団疎開(竹野郡弥栄村(現京丹後市))。
- 1948年（昭和23年）京都市立下鴨小学校と改称。育友会(PTA)発足。
- 1973年（昭和48年）11月27日　創立100周年記念式典挙行。
- 1986年（昭和61年）言語障害学級(ことばの教室)新設。
- 1987年（昭和62年）本館･体育館改築竣工。
- 1994年（平成6年）プール改築竣工。

## 校歌
- 作詞 - 依田義賢
- 作曲 - 髙橋恒治

## 校章
- 葵祭の祭服にも使用されている「三つ剣葵」を、1899年（明治32年）より使用している。

## 校区
賀茂川と高野川の合流点を南端に、北大路通を北端とする三角形に近い地域を校区とする。
- 京都府立植物園
- 賀茂川

### 通学路
学校周辺は、道路が狭いうえ渋滞路の抜け道があるため交通量が多い。京都府警察は、2019年に可搬式オービスを導入したが、真っ先に取り締まりを行ったのは下鴨小学校校区内である。

## 交通アクセス
- 京都市営バス 糺の森停留所、下鴨神社前停留所（1・4・205系統）から西へ300m。「出雲路橋」停留所（37）から東へ300m。
- 京都市営地下鉄 鞍馬口駅から東へ1km。
- 京阪鴨東線・叡山電鉄叡山本線 出町柳駅から北西へ1km。